# 高桥浩
高桥浩（日语： Takahashi Hiroshi，1942年—），日本男子乒乓球运动员。他曾获得4枚亚洲乒乓球锦标赛金牌。另外他也在1966年亚洲运动会中获得男子双打和男子团体的金牌。